# Geotrogus numidicus
Geotrogus numidicus är en skalbaggsart som beskrevs av Lucas 1846. Geotrogus numidicus ingår i släktet Geotrogus och familjen Melolonthidae. Inga underarter finns listade i Catalogue of Life.